# Värdighet (Ar-Namys)
Värdighet (Ar-Namys) är ett Moskva-vänligt parti i Kirgizistan, bildat den 9 juli 1999 av den populäre borgmästaren i Bisjkek, Felix Kulov. 
Värdighet blev snart det ledande oppositionspartiet i landet och därmed ett hot mot den sittande regimen, som förbjöd partiet och arresterade Kulov.
Inför parlamentsvalet 2000 tvingades man därför ingå en valteknisk samverkan med Medborgarrättspartiet.
2001 bildade Värdighet och tre andra oppositionspartier valkartellen Kirgizistans Folkkongress. 
2004 gick Värdighet med i valalliansen För rättvisa val.
Under tulpanrevolutionen 2005 frigavs Kulov och utnämndes till säkerhetschef i landet.
Efter att hans allierade Kurmanbek Bakijev vunnit presidentvalet så utnämndes Kulov till premiärminister.
I parlamentsvalet 2010 lovade Värdighet att återinföra en stark presidentmakt.
Partiet fick 7,74 % av rösterna och 25 mandat i parlamentet.